# Olle Essvik
Olof Gunnar ”Olle” Essvik, född 21 december 1976 i Råda församling, Göteborgs och Bohus län, är en svensk konstnär. Essvik utbildades vid konsthögskolan Valand, där han senare började arbeta som lektor.